# Erdem Moralioğlu

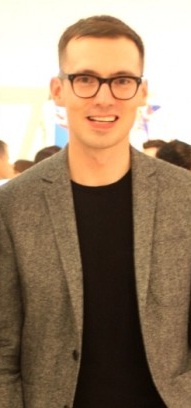
Erdem Moralioğlu, 2011

Erdem Moralioğlu (* 1977 in Montreal) ist ein kanadischer Modedesigner.

## Leben und Wirken
Moralioğlu wuchs in Montreal als Sohn eines türkischen Vaters und einer englischen Mutter auf. 1995 begann er zunächst ein Studium an der Ryerson University in Toronto. Er siedelte 2000 für ein Praktikum bei Vivienne Westwood nach London und erwarb dort, gefördert durch ein Chevening Scholarship des British Council, 2003 den Master-Abschluss in Design am Royal College of Art (RCA). Anschließend arbeitete er ein Jahr in New York in den Studios von Diane von Fürstenberg.
Im Jahr 2005 eröffnete er sein eigenes Modelabel Erdem, mit dem er international Erfolge feierte und bereits im gleichen Jahr den Fashion Fringe Award gewann. 2006 begann Moralioğlu eine Zusammenarbeit mit der Firma Mackintosh, 2007 wurde er mit dem Fashion Enterprise Award des British Fashion Council (BFC) und ein Jahr später mit dem Fashion Forward Award ausgezeichnet. 2010 erhielt er den mit 200.000 Pfund dotierten British Fashion Council and Vogue Designer Fund.
Im Oktober 2017 gab die schwedische Modekette H&M bekannt, zusammen mit dem Modelabel Erdem eine neue Designerkollektion zu entwerfen.